# クイズ・その手にのるナ!!
『クイズ・その手にのるナ!!』（クイズ・そのてにのるナ）は、1968年11月15日から1970年8月28日までNET系列局で放送されていた毎日放送製作のクイズ番組である。全96回。放送時間は毎週金曜 19:00 - 19:30 （日本標準時）。当初はモノクロ放送だったが、1969年10月3日からはカラー放送となった。

## 概要
解答者は4人の一般人と4人のゲストタレント。司会は、前番組『ファミリー・クイズ』の初代司会者である八木治郎が務めていた。
タレント解答者は司会の八木から順に指名されていき、出されたクイズに答えた。正解が分からなくても、指名された者は30秒以内に答えなければならなかった。そして一般解答者は、タレント解答者の答えが合っているか否かを○×で答えた。正解なら1点を獲得できた。
問題は毎回8問まで出された。8問すべてに正答できた一般解答者には、当初は西ヨーロッパ旅行が贈られていたが、後にカンタス・オーストラリア航空で行くタヒチ旅行に変更された。
番組テーマ曲（曲名不詳）の歌唱は水前寺清子が担当した。